# Ángel Company Sevila
Ángel Company Sevila  (Alacant, finals segle XIX - Alacant, segle XX) fou un anarquista valencià. Militant de la Federació Anarquista Ibèrica i sense formació política prèvia, formà part del Consell Municipal d'Alacant en representació de la FAI i va ocupar l'alcaldia d'Alacant de 8 de setembre de 1938 al 21 de març de 1939, mercè els vots a favor d'Izquierda Republicana.